# Petăr Žekov
Petăr Petrov Žekov (in bulgaro Петър Петров Жеков?; Knižovnik, 10 ottobre 1944 – Sofia, 18 febbraio 2023) è stato un calciatore bulgaro, di ruolo attaccante.
È secondo nella classifica all-time dei marcatori della massima serie bulgara.

## Carriera

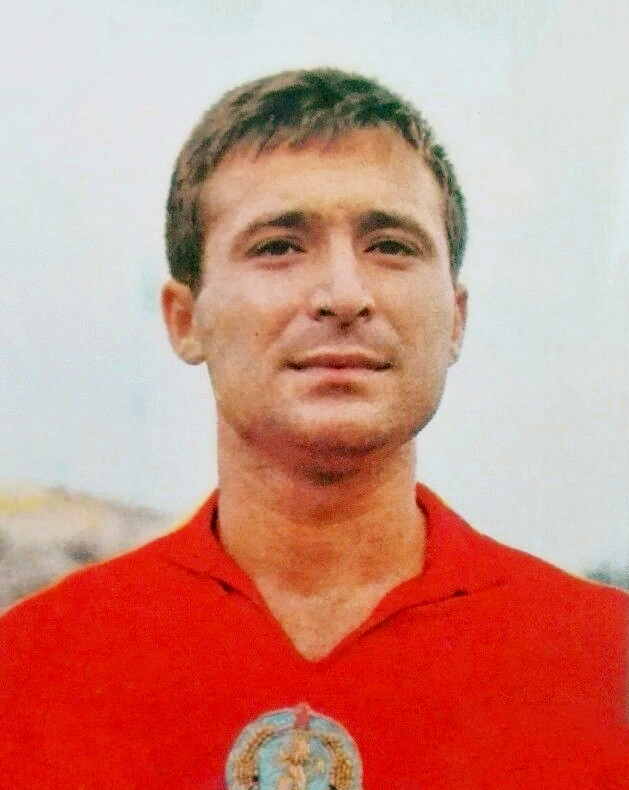
Žekov ai tempi della militanza nel.

Žekov ha iniziato la sua carriera nel Dimitrovgrad, poi ha militato nel Beroe Stara Zagora dove è diventato per due volte capocannoniere del Campionato di calcio bulgaro.
Tra il 1968 ed il 1975 Žekov ha giocato nel CSKA Sofia, segnando 144 gol. Ciò lo ha reso il miglior marcatore di tutti i tempi del CSKA Sofia e, per 46 anni, della massima divisione bulgara (il primato è stato battuto nel 2021 da Martin Kamburov).
Ha vinto la medaglia d'argento alle Olimpiadi del 1968 e vinto la Scarpa d'oro nel 1969.

## Palmarès

### Club

#### Competizioni nazionali
- Campionato bulgaro: 5

CSKA Sofia: 1968-1969, 1970-1971, 1971-1972, 1972-1973, 1974-1975
- Coppa di Bulgaria: 4

CSKA Sofia: 1969, 1972, 1973, 1974

#### Competizioni internazionali
- Coppa dei Balcani per club: 1

Beroe: 1967-1968

### Nazionale
- Argento olimpico: 1

Città del Messico 1968

### Individuale
- Capocannoniere del campionato bulgaro: 5

1966-1967 (21 reti), 1967-1968 (31 reti), 1968-1969 (36 reti), 1969-1970 (31 reti), 1971-1972 (27 reti)

## Statistiche
- La sua media reti al Dimitrovgrad fu di 0,57
- La sua media reti al Beroe fu di 0,74
- La sua media reti al CSKA Sofia fu di 0,78
- La sua media reti nelle squadre di club fu di 0,76
- La sua media reti in Nazionale maggiore fu di 0,56
- La sua media reti totale fu di 0,73